# NEARfest
Het NEARFEST (North East Art Rock Festival) is een jaarlijks tweedaags muziekfestival voor liefhebbers van progressieve rock (of symfonische rock) in de breedste zin des woords. Dat wil zeggen dat ook progmetal, psychedelische rock, spacerock en elektronische muziek aan beurt komen. Ook jazzrockbands, die een invloed uit die genres hebben spelen op het festival dat in Bethlehem (Pennsylvania) wordt gehouden. Het festival startte in 1999 op initiatief van Robert Lduca en Chad Hutschinson. 
Van het festival volgen regelmatig muziekalbums of verzamelalbums.

## Edities en optredens
NEARfest '09 (20 & 21 juni, 2009)
PFM, Supersister (geannuleerd), Beardfish,  Cabezas de Cera, Oblivion Sun, Quantum Fantay
NEARfest X (2008)
Banco del Mutuo Soccorso, Liquid Tension Experiment, Fish, Peter Hammill, Synergy, echolyn, Discipline, Radio Massacre International, Mörglbl, en Koenji Hyakkei
NEARfest 2007
Magma, Hawkwind, Pure Reason Revolution, Magenta, La Maschera di Cera, NeBeLNeST, Indukti, IZZ, Robert Rich, en Bob Drake

(Progressive Arts voorshow: Allan Holdsworth, Secret Oyster en One Shot)
NEARfest 2006
Keith Emerson, Ozric Tentacles, Ange, FM, Michael Manring, Richard Leo Johnson, Niacin, Riverside, Guapo, en KBB

(Progressive Arts voorshow : Hatfield and the North en The Tony Levin Band) 
NEARfest 2005
Le Orme, IQ, Present, Kenso, Steve Roach, Matthew Parmenter, The Muffins, Frogg Cafe, Wobbler, en Knight Area

(Progressive Arts voorshow: PFM en Proto-Kaw) 
NEARfest 2004
Strawbs, Univers Zero, Mike Keneally Band, Planet X, Richard Pinhas, Sean Malone, Metamorfosi, Pallas, Yezda Urfa, en Hidria Spacefolk

(Progressive Arts voorshow: The Musical Box)
NEARfest 2003
Camel, Magma, The Flower Kings, Änglagård, Kraan, Tunnels, Glass Hammer, Alamaailman Vasarat, High Wheel, en Sleepytime Gorilla Museum

(The Laser's Edge/Cuneiform Records voorshow: Miriodor, Woodenhead, en IZZ)
NEARfest 2002
Steve Hackett, Nektar, echolyn, Caravan, Isildurs Bane, Enchant, Miriodor, Gerard, La Torre dell'Alchimista, en Spaced Out

(The Laser's Edge/Cuneiform Records voorshow: McGill/Manring/Stevens, Dr. Nerve, en Dysrythmia)
NEARfest 2001
Banco del Mutuo Soccorso, Porcupine Tree, Deus Ex Machina, After Crying, White Willow, California Guitar Trio met Tony Levin, Djam Karet, Birdsongs of the Mesozoic, The Underground Railroad, en Under the Sun
 
(onafhankelijk georganiseerd voorshow: Land of Chocolate, The Red Masque, Electric Sheepdog en Wine of Nails)
NEARfest 2000
Transatlantic, Happy the Man, Anekdoten, Pär Lindh Project, Iluvatar, Il Balletto di Bronzo, Thinking Plague, North Star, en Nexus

(officiële voorshow: echolyn en Priam)
NEARfest 1999
Spock's Beard, IQ, Solaris, Mastermind, Larry Fast, Crucible, Scott McGill's Hand Farm, Ice Age, Alaska, en Nathan Mahl